# Para toda la vida (telenovela)
Para toda la vida (lit. Para Toda a Vida) é uma telenovela mexicana produzida em 1996 pela Televisa em parceria com o canal chileno Megavisión, por Lucero Suárez e Juan Osorio, e exibida pelo Canal de las Estrellas entre 15 de abril e 2 de agosto de 1996, sucedendo Acapulco, cuerpo y alma e antecedendo Bendita mentira. Inicialmente era exibida às 21h30, mas a partir de 27 de maio de 1996 foi rebaixada para às 17h30, trocando de horário com a telenovela Cañaveral de pasiones.
É um remake da telenovela Vivir un poco, produzida em 1985, sendo ambas versões da telenovela chilena La madrastra, de 1983.
Foi protagonizada por Ofelia Medina e Exequiel Lavanderos e antagonizada por Silvia Pasquel, Margarita Gralia, Olivia Collins, Oscar Traven e Roberto Blandón. Devido à baixa audiência, Para toda la vida foi abruptamente picotada, exibindo apenas 80 capítulos, o que causou uma crise nos bastidores que culminou com a saída de Ofelia Medina da trama. Por esse motivo, a personagem Elena de Valdemoros acabou sendo assassinada antes do fim.

## Enredo
Elena é condenada à prisão perpétua e mantida em uma carcerária chilena por um crime que não cometeu. Foi o que aconteceu durante a sua viagem à América do Sul com o marido e alguns amigos. Elena foi encontrada com o corpo de um dos seus companheiros de viagem e com a arma na mão, em seguida, foi acusado de assassinato, embora ela sempre afirmou ser inocente.
Depois desta viagem Fernando, marido de Ellen, decidiu divorciar-se dela e evitar um escândalo social e proteger a reputação da empresa, disse à família e amigos que sua mulher está morta.
Quinze anos depois de Elena sai da prisão por bom comportamento e retornar ao México em busca do responsável pela destruição de sua vida.
Apesar das adversidades, o destino oferece Fernando e Elena uma nova oportunidade de reconstruir suas vidas, desde que decidir perdoar e esquecer.

## Elenco
- Ofelia Medina - Elena de Valdemoros
- Exequiel Lavanderos - Fernando Valdemoros
- Silvia Pasquel - Lidia Valdemoros
- Anna Silvetti - Flora Valdemoros
- Margarita Gralia - Adela
- Ramón Menéndez - Fortunato
- Roberto Blandón - Lorenzo
- Oscar Traven - Gustavo
- Olivia Collins - Lucía
- Roberto "Flaco" Guzmán - Cipriano
- Oscar Morelli - Padre Cristóbal
- Diana Golden - Silvia
- Roberto Palazuelos - Rolando
- Héctor Soberón - Alfredo
- Isabel Martínez "La Tarabilla" - Eulalia
- Beatriz Moreno - Matilde
- Roberto "Puck" Miranda - Arquímedes
- Pituka de Foronda - Marquesa
- Fernando Luján - Juan Ángel
- Monserrat Gallosa - Violeta
- Arath de la Torre - Amadeo
- Eduardo Arroyuelo - Enrique Valdemoros
- Paola Otero - Estela Valdemoros
- Kuno Becker - Eduardo Valdemoros
- Araceli Vitta - Marisa
- Julio Mannino - Torres
- Rodrigo Bastidas - Ignacio